# Parsnip River

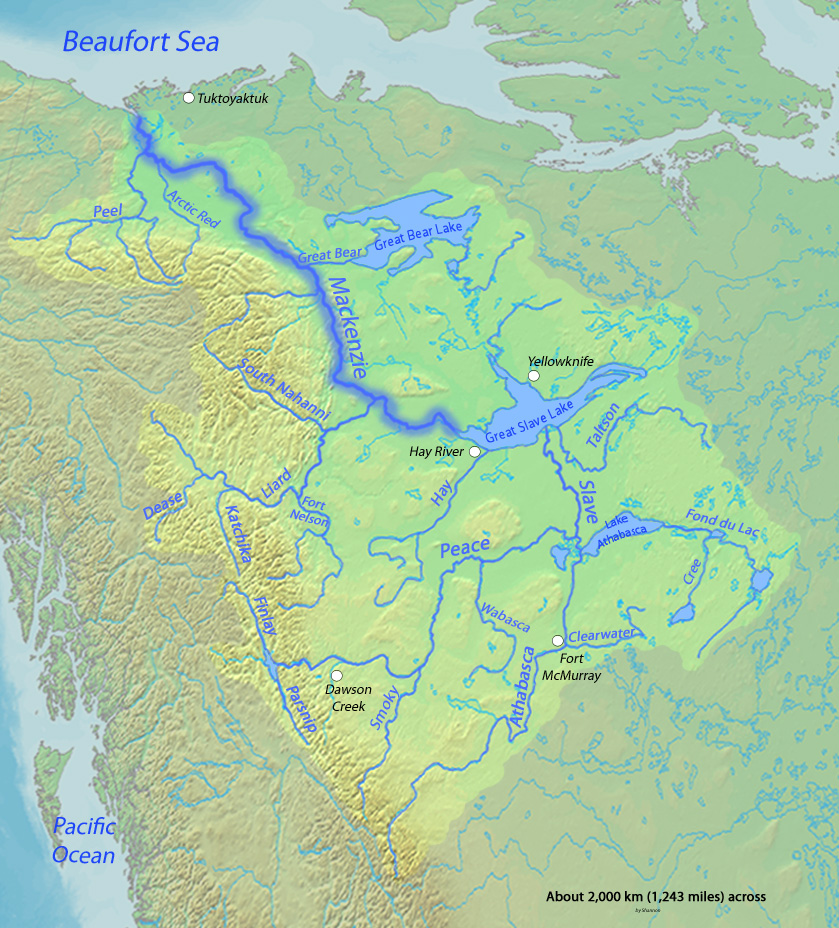
Karta över Mackenzieflodens avrinningsområde. Parsnip River återfinns sydväst om Dawson Creek.

Parsnip River ("Björnlokefloden") är en 240 kilometer lång flod i centrala British Columbia. Den rinner i nordvästlig riktning från Klippiga Bergen och mynnar idag i en stor uppdämd sjö. Före 1968 rann den samman med Finlay River och bildade Peace River. Parsnip River är av historisk betydelse som en del av den rutt vilken Alexander MacKenzie tog till Stilla Havet 1793.